# ستيفاني هاتاور
ستيفاني هاتاور (بالإنجليزية: Stephanie Hightower)‏ هي منافسة ألعاب القوى أمريكية، ولدت في 19 يوليو 1958 في لويفيل في الولايات المتحدة.

## وصلات خارجية
- ستيفاني هاتاور على موقع الاتحاد الدولي لألعاب القوى (الإنجليزية)